# Bogerud Station
Bogerud Station (Bogerud stasjon) er en metrostation på Østensjøbanen på T-banen i Oslo. Stationen ligger i centrum af Bogerud, en af Oslos satellitbyer langs med Østmarka. Den er ingen specielle faciliteter på stationen udover en Narvesen-kiosk i den tidligere stationsbygning.